# F.K.Ü.
F.K.Ü. är ett svenskt thrash metal-band från Uppsala, bildat 1987. Bandets låtar har ofta texter med skräcktema, inspirerade av gamla slasher-skräckfilmer. Bandnamnet är en förkortning för "Freddy Krueger's Ünderwear".

## Medlemmar
Nuvarande medlemmar
- Pete Stooaahl (Hägge Lans) – gitarr, bakgrundssång (1987–1988, 1997– )
- Pat Splat (Patrik Sporrong) – basgitarr, bakgrundssång (1987–1988, 1997– )
- Larry Lethal (Lawrence Mackrory) – sång (1997– )
- Unspeakable Emp (Emil Berglin) – trummor (2016–)

Tidigare medlemmar
- Theo (Theo Savidis) – trummor (1987–1988, 1997–1999)
- Afro (Rikard Eklund) – sång (1987)
- Dr. Ted Killer Miller (Teddy Möller) – trummor, bakgrundssång (1999–2015)
- Tom Terror (Thomas Ohlsson) – trummor (2015)

## Diskografi
Demo
- 1998 – Beware of the Evil Ünderwear

Studioalbum
- 1999 – Metal Moshing Mad
- 2005 – Sometimes They Come Back... To Mosh
- 2009 – Where Moshers Dwell
- 2013 – 4: Rise of the Mosh Mongers
- 2017 – 1981
- 2024 - The Horror and The Metal

Singlar
- 2003 – "Maniac Cop"
- 2008 – "Metal Moshing Machine"
- 2017 – "Nightmares in a Damaged Brain"
- 2017 – "Friday the 13th Part 2"
- 2017 – "Hell Night"
- 2019 – "1981"